# Атински олимпијски велодром
Атински олимпијски велодром је део Атинског олимпијског спортског комплекса који се налази у Марусију, предграђу Атине (Грчка). За потребе Игара 2004. реновирао га је шпански архитекта Сантијаго Калатрава.

## Историја
Велодром је изграђен 1991. године за потребе XI Медитеранских игара. Реновиран је за такмичење у велодромском бициклизму на Летњим олимпијским играма 2004.. Капацитет велодрома је 5.200 места. Стаза, направљена од дрвета Afzelia, је дуга 250 метара и широка 7,5 метара. Реновирање је завршено 30. маја 2004, а званично је отворен 30. јула 2004.